# Dioptis trailii
Dioptis trailii är en fjärilsart som beskrevs av Butler 1877. Dioptis trailii ingår i släktet Dioptis och familjen tandspinnare. Inga underarter finns listade i Catalogue of Life.